# Lloyd Harris
Lloyd George Muirhead Harris (n. 24 februarie 1997) este un jucător profesionist de tenis din Africa de Sud. Cea mai înaltă poziție la simplu în clasamentul ATP este numărul 31 mondial, la 13 septembrie 2021. La dublu, cea mai bună clasare din carieră este locul 108 mondial, obținută la 6 iunie 2022. Harris a câștigat un turneu ATP la dublu, trei titluri ATP Challenger la simplu și două titluri Challenger la dublu și a câștigat, de asemenea, 13 titluri ITF la simplu și 4 titluri ITF la dublu.